# Мейден-Рок (містечко, Вісконсин)
Мейден-Рок (англ. Maiden Rock) — місто (англ. town) в США, в окрузі Пієрс штату Вісконсин. Населення — 591 особа (2020).

## Демографія
Згідно з переписом 2010 року, у місті мешкало 589 осіб у 237 домогосподарствах у складі 180 родин. Було 299 помешкань
Расовий склад населення:
| - 98,6 % — білих - 0,7 % — чорних або афроамериканців - 0,5 % — азіатів |

До двох чи більше рас належало 0,2 %. Частка іспаномовних становила 0,7 % від усіх жителів.
За віковим діапазоном населення розподілялося таким чином: 19,5 % — особи молодші 18 років, 64,4 % — особи у віці 18—64 років, 16,1 % — особи у віці 65 років та старші. Медіана віку мешканця становила 48,2 року. На 100 осіб жіночої статі у місті припадало 110,4 чоловіків;  на 100 жінок у віці від 18 років та старших — 117,4 чоловіків також старших 18 років.
Середній дохід на одне домашнє господарство  становив 61 126 доларів США (медіана — 55 089), а середній дохід на одну сім'ю — 64 015 доларів (медіана — 57 353). Медіана доходів становила 49 375 доларів для чоловіків та 31 458 доларів для жінок. За межею бідності перебувало 14,0 % осіб, у тому числі 25,4 % дітей у віці до 18 років та 8,3 % осіб у віці 65 років та старших.
Цивільне працевлаштоване населення становило 325 осіб. Основні галузі зайнятості: виробництво — 30,8 %, освіта, охорона здоров'я та соціальна допомога — 16,0 %, сільське господарство, лісництво, риболовля — 12,0 %.